# Dimitri Mitropoulos
Répertoire
- Musique symphonique
- Musique concertante
- Musique contemporaine
- Opéra

Dimitri (Dmitri ou Dimitris) Mitropoulos (en grec moderne : Δημήτρης Μητρόπουλος) né le 1er mars 1896 à Athènes et mort le 2 novembre 1960 à Milan, est un chef d'orchestre, pianiste et compositeur grec, naturalisé américain en 1946.
Dimitri Mitropoulos est l'un des grands musiciens charismatiques que la Grèce ait donné et, avec Maria Callas, le musicien classique le plus important issu de ce pays au XXe siècle.
Ayant commencé sa carrière par un tour de force qui plut au public en jouant le troisième concerto de Prokofiev, en tant que pianiste et dirigeant l'orchestre en même temps, sa personnalité et ses dons ont produit sur les orchestres – et l'auditeur – d'exceptionnels résultats artistiques. Pourvu d'une phénoménale mémoire qui lui permettait de diriger sans partition, il aborde le répertoire dans une esthétique engagée et incisive, arrachant aux musiciens qu'il dirige tout leur potentiel.
De ses trente-cinq ans de carrière, effectuée pour les deux tiers aux États-Unis, et grâce à l'enregistrement, il reste de lui quelques interprétations majeures, immortalisant des collaborations avec des solistes, des œuvres symphoniques et des témoignages lyriques qui font date pour le discophile.

## Biographie
Dimitri Mitropoulos naît à Athènes dans une famille de la classe moyenne non musicienne et très religieuse. Son père, Yannis, est pope et tient une boutique de maroquinerie dans le centre-ville. Sa mère, Angeliki, est ambitieuse pour son fils et facilite une bonne éducation en langues et en musique. Très précoce dans ce domaine, Dimitri sculpte une petite flûte à cinq ans et se met au piano, dès l'âge de sept ans, avec le pianiste italien Achilleas Delbuono.
L'enfant voulait d'abord entrer dans les ordres – quelques-uns de ses aïeux y étaient et son oncle était évêque. Mais il abandonne ce plan lorsqu'il apprend qu'il ne pourra pas emmener au monastère son bien le plus précieux, un petit harmonium, les instruments de musique étant proscrits des rites orthodoxes grecs.
Avant d'étudier au conservatoire, Mitropoulos composait déjà. La première œuvre connue date de ses douze ans : une sonate pour violon et piano – hélas perdue. De onze à quatorze ans, il profite d'après-midi musicaux stimulants chez lui, chaque samedi.
À seize ans, lors d'un voyage à Rome pendant l'été 1912, il découvre son idéal de vie mis en pratique : Saint-François d'Assise. Les austères règles de vie franciscaines deviendront pour lui naturelles, parce qu'issues d'une dimension spirituelle. Comme François s'est donné au Christ, Dimitri se donne entièrement à la musique, à l'essence de chaque partition nouvelle, avec autant de foi que le Saint prêchant aux oiseaux.

### Formation

#### Athènes, 1910–1919
Mitropoulos entre au Conservatoire d'Athènes en 1910. Il étudie l'harmonie et le contrepoint avec le belge Armand Marsick (1877–1959), compositeur, violoniste et chef d'orchestre dès 1912. Marsick, lui-même élève de d'Indy, a participé de manière décisive au goût du jeune compositeur en le familiarisant avec la culture musicale française, César Franck, Debussy et les compositeurs de Schola Cantorum notamment. Il reçoit l'enseignement de Ludwig Wassenhoven pour le piano (1913–1919) et pratique aussi la percussion.
Le jeune Dimitri se produit sur scène pour la première fois au piano en 1913, avec une de ses compositions en compagnie de son professeur. Le 29 avril 1915, à tout juste dix-neuf ans aux concerts réguliers de l'Orchestre du conservatoire, il dirige une de ses premières œuvres symphoniques, « La mise au tombeau » [Ταφή], pièce d'une veine post-romantique et impressionniste, influencée par la musique française. Enfin, il fait ses débuts de pianiste soliste en 1918 avec une œuvre de d'Indy.
La même année il compose une grande œuvre sur un livret de Maeterlinck, Sœur Béatrice, opéra en trois actes – une heure et demie de musique – créé l'année suivante à l'Odéon avec Katína Paxinoú dans le rôle-titre, en présence de Saint-Saëns. Enthousiasmé par ce qu'il a entendu, le musicien français écrit un long article élogieux, lui propose de partir étudier la composition avec Paul Gilson à Bruxelles et engage le conservatoire d'Athènes à lui offrir une bourse. En 1919, après dix ans d'études, il obtient sa médaille au piano avec brio. En 1920, il se rend en Belgique et poursuit sa formation au Conservatoire royal de Bruxelles. Il étudie aussi l'orgue avec Alphonse Desmet.

#### Berlin, 1921–1924
En 1921, Mitropoulos se rend à Berlin pour se perfectionner au piano à la Hochschule für Musik dans la classe du compositeur et professeur Ferruccio Busoni. En 1922, il lui présente Eine Griechishe Sonate (1920–21), une œuvre pour piano composée à Bruxelles, sa plus vaste par ses dimensions à cette date. Busoni la reçoit mal et cela provoque chez Mitropoulos un choc qui le prive pour longtemps de l'envie de composer. Busoni le pousse à abandonner la composition et à choisir la direction d'orchestre. Si l'opportunité de diriger ne s'était pas présentée, il aurait pu abandonner ses études. Malgré cette critique négative et son impact, Mitropoulos est profondément influencé par l'esthétique de Busoni et on en retrouve des éléments tout au long de sa carrière d'artiste.
De 1922 à 1924, il travaille comme assistant (Korrepetitor) du Generalmusikdirektor Erich Kleiber au prestigieux Staatsoper Unter den Linden (l'Opéra d'État de Berlin), y découvrant les subtilités de la scène. Il a l'occasion d'y briller dans les solos de piano de Petrouchka ou de Prométhée de Scriabine. Il passe aussi beaucoup de son temps à improviser à l'orgue dans une église.
À Berlin, il loge avec son collègue grec Nikos Skalkottas (1904–1949), compositeur encore méconnu de nos jours. En 1924, Skalkottas orchestre une de ses pièces pour piano, Fête crétoise (1919), créée à Athènes deux ans plus tard. Par la suite, Mitropoulos programme au concert quelques-unes de ses populaires Danses grecques, qu'il enregistra dans les années 1950 à New York.
À l'été 1924, il rentre à Athènes et, muni d'une recommandation de Kleiber, prend le poste d'assistant à l'Orchestre du Conservatoire d'Athènes. Après quatre ans de silence, il se remet à composer avec une sensible transformation dans l'idiome musical : sa Passacaglia, Intermezzo e Fuga pour piano (1924) est la première de ses compositions de style atonal. Malgré tout, l'influence de Busoni s'y fait encore ressentir dans le choix de formes baroques, la passacaille et la fugue. En 1925, il compose un cycle de mélodies sur des textes du poète Cavafy 14 Inventions. Là encore, chaque pièce emprunte à une forme baroque : par exemple canon, fugue ou passacaille. Le matériau musical, rythmique ou tonal, utilisant pour sa part des procédés de diminution et d'augmentation par rapport à la mélodie. Suit son Ostinata pour violon et piano (1927), première composition usant des techniques sérielles – les publications de Schoenberg datant de 1925.
Ces trois œuvres sont jouées le 5 juin 1927 à Athènes, devant un public réticent à ce nouveau langage dissonant et atonal. Mais ce qui cause le scandale, c'est surtout la mise en musique des textes de Cavafy. Ces derniers évoquent l'incertitude du lendemain, la moralité, les plaisirs sensuels, l'homosexualité, et font référence à des personnages réels ou de la littérature. C'était beaucoup pour le milieu conservateur. La critique qualifia le tout d'« esthétique psychopathe ».
L'année suivante, il écrit son Concerto Grosso (1928) pour orchestre, considéré comme sa meilleure œuvre. Dans cette pièce, il revient à un style atonal, mais juxtapose des éléments d'esthétiques opposées : consonant/dissonant, homophone/contrapuntique, néoclassique/moderniste.

### Débuts
Dès 1926, à tout juste trente ans, on lui confie tour à tour les divers orchestres de la capitale grecque, et ce jusqu'en 1937. En 1930, il est nommé professeur de composition au Conservatoire ; il a trente-quatre ans.
La même année, sa carrière est propulsée par un heureux concours de circonstances. Invité par l'Orchestre philharmonique de Berlin pour un concert avec le pianiste Egon Petri (lui aussi élève de Busoni), il a l'occasion de marquer les esprits. Au programme, la création allemande de trois œuvres : le troisième concerto de Prokofiev, la Symphonie de Paul Dukas et son Concerto grosso pour orchestre (1928). Le soliste, Egon Petri étant indisposé quelques jours avant le concert, Mitropoulos décide de le remplacer. Il connaissait la partition qu'il avait créée le 17 novembre 1929, lors d'un concert à Athènes. Les répétitions s'engagent avec bonheur et le concert est un succès (27 février 1930), augmenté par une publicité sur le remplacement au pied levé de Petri. Mitropoulos devient le premier soliste de son époque à diriger l'orchestre du piano dans ce répertoire moderne si exigeant pour le soliste et le chef. Pour lui ce n'était cependant pas une première. Le 18 décembre 1927 à Athènes, il avait déjà donné ainsi les Variations Symphoniques de César Franck, jouant et dirigeant en même temps. La pratique est d'ailleurs courante pour les Concertos de Mozart ou même la Rhapsody in Blue de Gershwin. Mais dans une œuvre complexe, virtuose, « épuisante » pour le pianiste, c'est une gageure. Pendant la pause, le pianiste Frederic Lamond vient le féliciter de sa performance.
Il semble que Prokofiev fut un peu gêné par la concurrence de la renommée offerte à Mitropoulos par la publicité du concert de Berlin ; le musicien russe gagnait lui-même sa vie en exécutant cet impressionnant concerto. Il fut ainsi poussé à écrire un autre concerto.

#### Tournées
Fort du succès berlinois, Dimitri Mitropoulos entreprend une carrière internationale de pianiste et de chef d'orchestre. Le 14 février 1932 à Paris, il joue ce même concerto avec l'Orchestre des Concerts Lamoureux,, dans les mêmes conditions, ce qu'on lui demande de faire souvent. De 1932 à 1936, il dirige aussi régulièrement l'Orchestre Straram et l'Orchestre symphonique de Paris – créé en octobre 1928 par Monteux et Ansermet. Quinze jours plus tard, il se produit en Angleterre. En février 1933, il fait ses débuts en Italie, invité à diriger l'Orchestre de l'Académie Sainte Cécile et à la Scala de Milan. L'année suivante, il joue de nouveau en France, en Italie, mais aussi en Belgique et en Pologne. En mai, il est en Russie pour diriger les Philharmoniques de Moscou et de Leningrad. Il est également invité à diriger plusieurs saisons à Monte Carlo.
À Athènes, pendant une dizaine années, il crée de nombreuses œuvres en premières dans la cité hellène : Debussy, Ravel, Stravinsky, Honegger, Serge Prokofiev, Strauss, Falla, Hindemith et bien d'autres, réformant le répertoire symphonique familier des auditeurs. Pendant ces années, il a invité des solistes du moment à se produire en Grèce : Camille Saint-Saëns (mort en 1921), Cortot, Thibaud, Casals, Huberman, Brailowsky, Dohnányi, Kreisler et Nathan Milstein. Il a aussi laissé diriger son orchestre par des chefs aussi prestigieux que Martinon, Walter, Jochum ou Scherchen.
Il forme de jeunes artistes grecs, tel Théodore Vavayiannis, élève et assistant de Mitropoulos à l'orchestre du conservatoire. Sous sa direction, il a appris à mémoriser les partitions et plus tard Vavayiannis dirigera sans partition et sans baguette, comme son maître.
Après l'avoir vu diriger en Europe, Serge Koussevitzky l'invite à faire ses débuts aux États-Unis, avec l'Orchestre symphonique de Boston, le 24 janvier 1936. Mitropoulos revient l'année suivante pour une deuxième série de concerts à Boston, encore plus vivement acclamée que la précédente.

### Minneapolis, 1937–1949

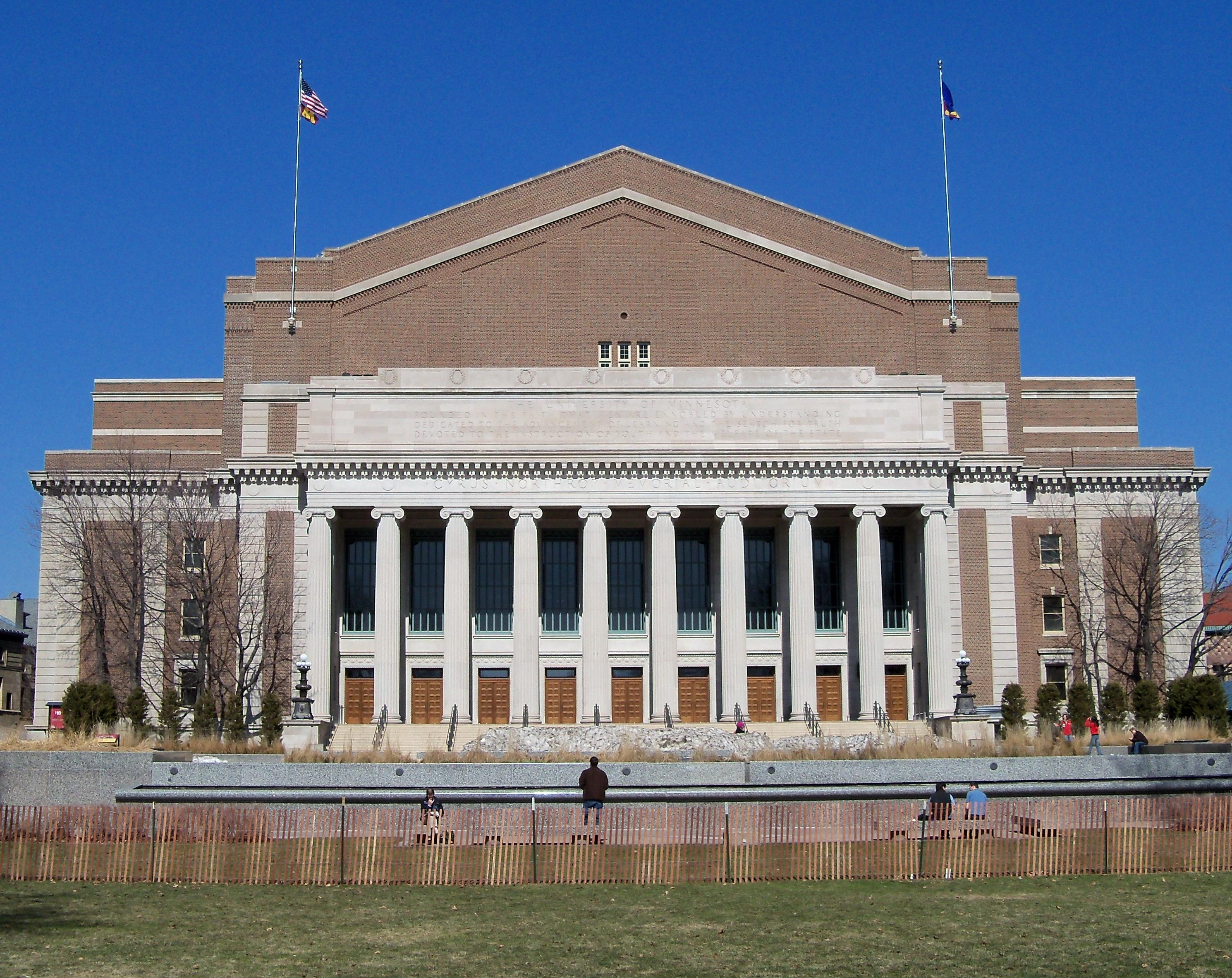
Le Northrop Auditorium à Minneapolis, où a été enregistré la première Symphonie de Mahler en novembre 1940.

En janvier 1937 à la suite d'Ormandy, il est nommé directeur musical de l'Orchestre symphonique de Minneapolis aujourd'hui appelé Minnesota Orchestra, mais assume son poste à Athènes encore jusqu'en janvier 1938. Au lendemain de sa première soirée à Minneapolis le 27 janvier 1937, le journaliste et écrivain John K. Sherman écrit : 

« Mitropoulos apparaît comme un fanatique qui a vendu son âme à la musique et dirige son orchestre comme un homme possédé,. »

Mitropoulos transforme rapidement un orchestre provincial de bonne stature, en un grand orchestre américain reconnu internationalement comme centre de musique contemporaine. À la grande confusion du public, il choisit de jouer des compositeurs du XXe siècle, Gustav Mahler en particulier. Cette tendance se trouve renforcée par ailleurs : de 1942 à 1947, Křenek se trouve en résidence à la Hamline University de Saint Paul, « ville jumelle » de Minneapolis et, en 1944, Louis Krasner – commanditaire et dédicataire du Concerto d'Alban Berg – devient premier violon de l'orchestre, si bien que les « Twin Cities étaient l'un des sièges et une citadelle de la musique atonale », comme le dit John K. Sherman.
Il participe au développement de la culture musicale à l'université, suscitant parfois des vocations. En janvier 1937, il rencontre pour la première fois Leonard Bernstein, encore étudiant à Harvard, vingt ans tout juste. Lors d'une réception, Mitropoulos a entendu L. Bernstein jouer une sonate. Il en était tellement stupéfait que sur le coup, il a invité Bernstein à passer une semaine pour assister aux répétitions et aux concerts de l'orchestre. C'est ainsi que Bernstein s'est passionné pour la direction. Lorsque Mitropoulos est retourné à Minneapolis, il a envoyé de l'argent à Bernstein pour lui permettre de venir pendant les vacances d'hiver. De retour à Harvard, Bernstein décide d'étudier la direction d'orchestre alors qu'il voulait initialement devenir pianiste.
La même année, il dirige la création de la première Bachianas brasileiras de Heitor Villa-Lobos et du Concerto pour violon et orchestre d'Ernest Bloch, aux côtés de Joseph Szigeti à Cleveland. Toujours à Minneapolis, en 1941, il crée des œuvres de John Verrall (1908-2001) aux saisons 1940–41, et la Symphonie en mi bémol de Paul Hindemith.
Mitropoulos vivait de façon très austère, se contentant pendant longtemps d'une petite cave dans un bâtiment de l'université, qui ne contenait qu'un lit, un piano droit et quelques affaires personnelles. Son divertissement préféré est le cinéma et tout spécialement les westerns,. Dès son arrivée à Minneapolis, il soutient moralement et financièrement nombre de jeunes musiciens, tel David Diamond à qui il commande en tout huit œuvres nouvelles et L. Bernstein.
Dès 1940, Mitropoulos commence à enregistrer avec son orchestre: Franck (Symphonie), Prokofiev (première Symphonie) Mendelssohn (Capriccio brillant avec Joanna Graudan). Après une bataille avec le conseil d'administration de l'orchestre pour l'autoriser à produire une œuvre de Mahler, il enregistre la première symphonie le (4 novembre 1940), un des premiers enregistrements de l'œuvre. Il poursuit avec des Mozart (Entr'actes de Thamos), Mendelssohn (troisième Symphonie), Borodine (deuxième Symphonie), sa transcription de la Fantaisie et fugue de Bach, Milhaud (Le bœuf sur le toit – une première au disque). En concert il laisse aussi de mémorables Berg avec le NBC (Concerto pour violon avec Joseph Szigeti). Puis ce sera Tchaïkovski (deuxième Symphonie), Massenet (Scènes alsaciennes), Schumann (Troisième Symphonie), le premier Concerto de Tchaïkovski avec Arthur Rubinstein et le Concerto pour deux pianos de Poulenc.
À part Szigeti, Rubinstein et Joanna Graudan, il collabore avec Rudolf Serkin, Robert Casadesus, Claudio Arrau, pour la seule saison 1938–1939. Dans les années quarante avec Josef Hoffmann (quatrième Concerto de Beethoven), Yehudi Menuhin, dans le Concerto de Bartók en 1943 ainsi que Rachmaninov qui, en tant que compositeur, entendit interpréter sa troisième symphonie et en 1944, sur ses derniers jours, la création de ses Danses Symphoniques. Mitropoulos accompagne aussi de jeunes solistes : Zino Francescatti (mars 1943), Isaac Stern dans le Concerto de Mendelssohn (décembre 1943), Ginette Neveu dans Brahms et William Kapell dans le premier concerto de Khatchaturian (janvier 1945).
Il est chef invité du NBC Symphony en 1939, en 1945 et pour la saison 1940–41 à la tête du Philharmonique de New York, le plus important orchestre des États-Unis. Il participe notamment à un concert commémoratif du 75e anniversaire de la naissance de Ferruccio Busoni, avec Egon Petri et Joseph Szigeti, tous les trois étant élèves du maître italien, et Szigeti le créateur du concerto pour violon en 1912, sous la direction du compositeur.

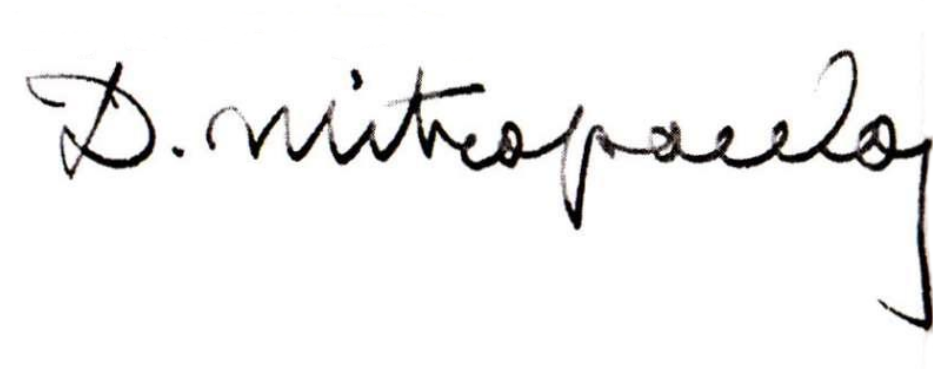
Signature de Dimitri Mitropoulos (1947).

En 1946, il est naturalisé citoyen américain.
Pour les saisons de 1944 à 1948, il est chef et directeur artistique des concerts d'été du Philharmonique de Philadelphie. C'est à ces occasions qu'est capté un Troisième concerto de Prokofiev dont il assure évidemment la partie soliste et la direction de l'orchestre. Il est aussi invité à Boston et, comme à Philadelphie, il impressionne beaucoup les musiciens. Il est même pressenti pour devenir chef principal à Philadelphie mais Eugene Ormandy y fait obstacle et quelques jalousies de Serge Koussevitzky l'empêchent également à Boston.
Pendant la saison 1948–1949, il prend un congé de six mois et dirige conjointement avec Leopold Stokowski le Philharmonique de New York. À la fin de cette période, Mitropoulos laisse son poste de Minneapolis à Antal Doráti, après douze années de collaboration.

### New York, 1949–1958
Mitropoulos commence son travail avec le prestigieux Orchestre philharmonique de New York en 1949 succédant à Artur Rodziński en tant que directeur musical, et dirige au côté de Leopold Stokowski. Il devient chef principal dès 1951.

À l'époque l'organisation de l'orchestre est différente d'aujourd'hui. Il ne fonctionne que cinq mois dans l'année et Mitropoulos se contente d'un salaire relativement faible, malgré les pressions et le stress important. Cette tension en fait partir certains – Barbirolli – ou même refuser ce poste à d'autres, tel Monteux. George Szell pour sa part a eu ce mot : 

« Ne me parlez pas du Philharmonique de New York ! L'orchestre est une rangée de meurtriers ! Si vous ne me croyez pas, regardez ce qu'ils ont fait au pauvre Mitropoulos,. »

Le Philharmonique a un concurrent important : l'orchestre symphonique de la NBC jouit d'une notoriété renforcée par les diffusions radiophoniques et, à partir de 1958, à la télévision. Mitropoulos cherche à attirer un nouveau public à la musique grâce à des apparitions télévisées ou en investissant pendant une semaine une salle de cinéma populaire, le Roxy Theatre. Il a en outre élargi le répertoire de l'orchestre – Un survivant de Varsovie de Schönberg (dès 1950), la Symphonie op. 21 d'Anton Webern, non sans mal d'ailleurs, puisqu'au cours d'une répétition le harpiste lui jeta sa partition aux pieds et partit dans les coulisses –, commandant pour son orchestre de nouvelles œuvres à des compositeurs et poursuit la défense des symphonies de Gustav Mahler. Il est toutefois regrettable que la firme Columbia n'ait pas profité de l'occasion pour effectuer des enregistrements commerciaux de ces œuvres dans de bonnes conditions. L'unique enregistrement officiel est celui de la première à Minneapolis en 1940 ! Il grave néanmoins en studio, la dixième Symphonie de Chostakovitch, des symphonies de Mendelssohn et de Tchaïkovski.
Les programmes de Mitropoulos à New York étaient exigeants et le public, comme les musiciens, exprimaient souvent leurs difficultés à laisser de côté les habitudes esthétiques dominantes et attendues. Ses concerts – constitués d'une bonne dose de Krenek, Schoenberg, Session, Boris Blacher – étaient source de réactions négatives. Et lorsqu'il créait des œuvres inconnues de Vaughan Williams, Mahler, Morton Gould, Diamond, Malipiero, Respighi, Prokofiev, Chostakovitch ou Milhaud, il exigeait de son public de la curiosité. Cependant les musiciens rapportent leur évolution d'état d'esprit. Par exemple, lors du travail pour la création de Wozzeck en 1951, Harry Zaratzian, un des altistes de l'orchestre témoigne :

« Il a étonné tout le monde lorsqu'il s'est présenté aux répétitions ayant tout mémorisé. Lors de la première répétition, j'ai détesté ça. […] Dès la troisième, je commençais à comprendre – et je peux dire que les autres musiciens passaient par le même processus. Lors du concert, je pensais que Wozzeck était l'une des plus grandes œuvres jamais composées. La capacité de Dimitri à expliquer et à démystifier la complexité de ces partitions modernes, était tout simplement incroyable,. »

— Harry Zaratzian

#### Tournées et invitations
En 1951, il part pour une tournée européenne avec l'Orchestre de New York, la première après la Seconde Guerre mondiale, et dirige en alternance avec Bruno Walter. 
Il effectue aussi des tournées américaines avec l'orchestre en 1954 en compagnie du jeune chef Guido Cantelli (1920–1956). En 1955, toujours avec Cantelli, il entreprend un autre tournée européenne qui l'emmène d'abord à Paris en septembre. Il y grave en studio un grand Cinquième Concerto de Beethoven avec Casadesus. Puis à Athènes en octobre codirigeant avec Cantelli et George Szell, où ses concerts sont un triomphe. Il n'y avait pas dirigé depuis janvier 1938.
Il participe aussi à des concerts symphoniques avec le Philharmonique de Vienne, l'Orchestre philharmonique de Berlin, le Concertgebouw d'Amsterdam ou l'Orchestre de la Radio bavaroise (1956, 1957, 1958). Chacun de ses passages étant source de témoignages historiques. Il dirige aussi au festival de musique contemporaine de Venise et au festival d'Athènes.

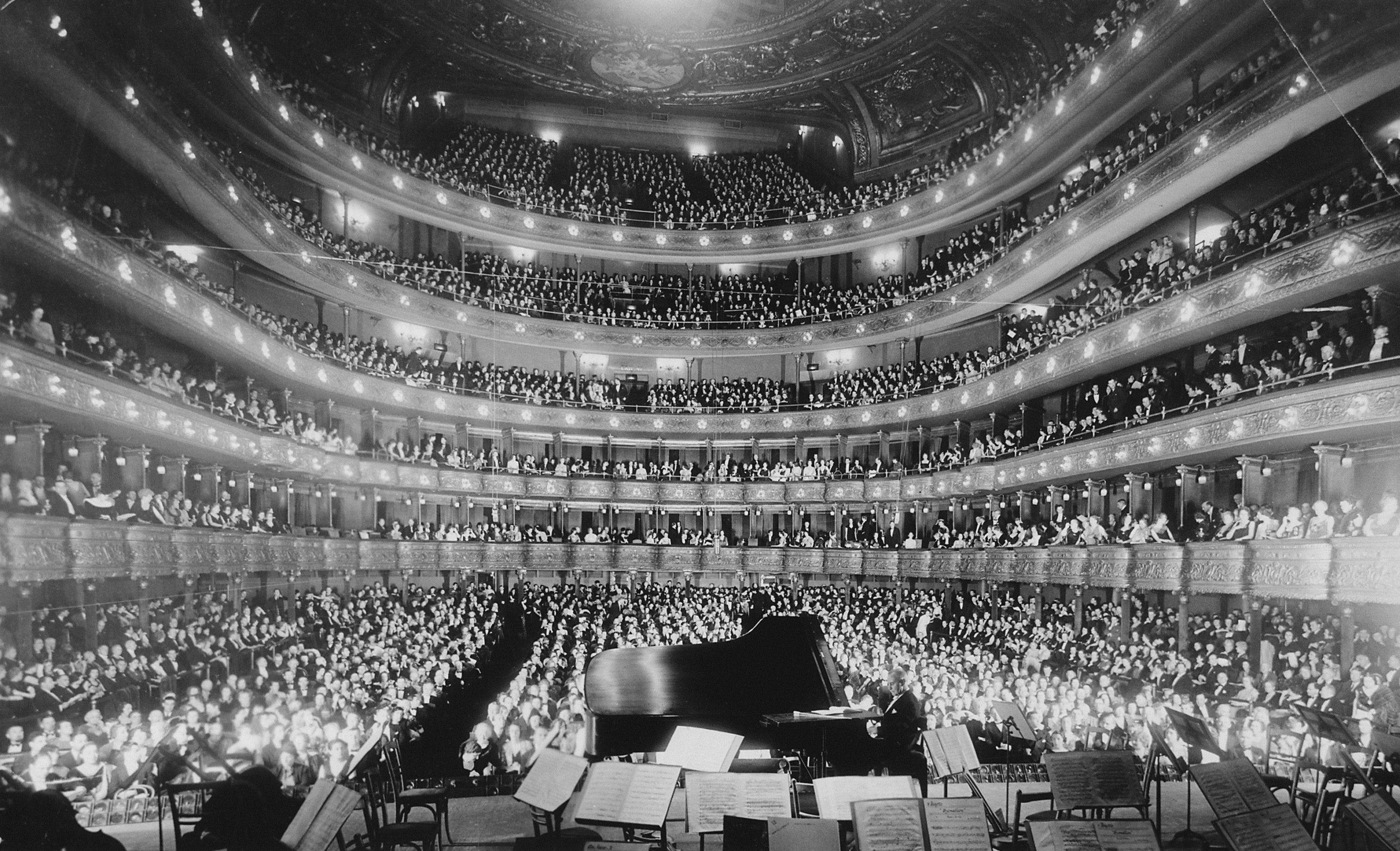
Le Metropolitan opera en 1937.

Dans son travail avec le Philharmonique ou à l'occasion de ses tournées, il collabore régulièrement avec des solistes : notamment avec les pianistes Casadesus, William Kapell (premier Concerto de Brahms à peine six mois avant son décès) Glenn Gould, et les violonistes Francescatti (premier Concerto de Paganini dès 1950, Concerto de Brahms), Oïstrakh (Concerto pour violon nº 1 de Chostakovitch), Isaac Stern (premier Concerto de Prokofiev). En 1954, il accompagne le jeune van Cliburn (1934–2013) pour son premier concert au Carnegie Hall, dans le premier Concerto de Tchaïkovski – qui sera son cheval de bataille lors du Concours Tchaïkovski à Moscou quatre ans plus tard.

#### Chef lyrique
Parallèlement à son travail avec le Symphonique, Mitropoulos a une carrière importante dans le répertoire lyrique et y connaît ses plus grands triomphes, même à l'heure des attaques de la presse en 1957 (ce sont les mêmes critiques qui le contestaient à la direction du Philharmonique qui relaient les succès au Met).
Il a fait ses débuts comme chef d'opéra en mai 1950, avec Elektra de Strauss. De 1954 à 1960, il occupe le poste de chef principal au Metropolitan Opera de New York en remplacement de Bruno Walter. Il y a fait ses débuts le 15 décembre 1954 en montant Salomé de Strauss avec Christel Goltz et Vinay.
En 1955, il dirige Un ballo in maschera de Verdi avec Richard Tucker, Leonard Warren, Marian Anderson et Roberta Peters et Tosca de Puccini, avec Renata Tebaldi et Richard Tucker et Madame Butterfly avec Albanese, Daniele Barioni, Elias. En 1956, Boris Godounov et Manon Lescaut avec Corena ; Ernani de Verdi avec Mario Del Monaco et Cesare Siepi ; Carmen avec Risë Stevens et del Monaco, Die Walküre Ramón Vinay et Eugène Onéguine.
En 1956 il dirige Maria Callas dans Tosca. 
En 1958, il crée Vanessa opéra de Samuel Barber avec Eleanor Steber, Resnik, Nicolai Gedda ; le 27 octobre 1958 pour l'ouverture de la saison 1958-59 c'est Tosca avec Tebaldi et del Monaco, mais aussi Gianni Schicchi, Cavalleria rusticana et Pagliacci avec del Monaco, Amara, Sereni.
En 1960, il monte Simon Boccanegra avec Guarrera, Tozzi, Flagello, Milanov, Bergonzi.
En 1958 il participe à la tournée estivale des villes américaines de l'orchestre.
Ses interprétations sont musicalement et dramatiquement, vives et incisives. Ses Puccini, Verdi ou Richard Strauss par exemple, sont des modèles de l'art de la direction. Le Metropolitan Opera possède heureusement beaucoup d'enregistrements d'archives de ces intenses moments artistiques. De décembre 1954 à avril 1960, il y a dirigé 208 représentations. Mitropoulos a réalisé quelques enregistrements pour Columbia avec le Philharmonique de New York, notamment un merveilleux Wozzeck d'Alban Berg.

#### Chef lyrique invité
Outre son activité new-yorkaise et américaine (La fanciulla del West avec Eleanor Steber, Mario Del Monaco, Tito Gobbi à Chicago le 10 octobre 1956), dès le début des années 1950, il est invité régulièrement en Europe, lorsqu'il n'est pas en déplacement avec son orchestre. Il dirige en Italie, notamment à La Scala où le 5 juin 1952, il propose pour la première fois dans la salle milanaise, le Wozzeck de Berg avec Gobbi et Italo Tajo ; en 1954 c'est Elektra de Strauss avec Ramón Vinay et le 26 mai 1954 Arlecchino de Ferruccio Busoni avec Giulietta Simionato, Rolando Panerai et Fernando Corena, Petre Munteanu et Petri. À Florence en 1953, il monte La forza del destino avec Tebaldi, Aldo Protti, Del Monaco, Barbieri et Siepi et l'année suivante La fanciulla del West avec Steber, Del Monaco et Guelfi. En 1958 Ernani avec Cerquetti, Del Monaco, Bastianini et Boris Christoff.
Il est aussi invité en Autriche, à Vienne et au Festival d'été de Salzbourg, où il laisse de mémorables productions (Vanessa de Barber toujours avec Eleanor Steber dans le rôle-titre, La forza del destino, Don Giovanni et Elektra).
En 1957, victime d'une virulente campagne de presse touchant à sa vie privée, qualifié d'homme solitaire, sans femme, il abandonne son poste à la Philharmonie de New York et est remplacé par son élève et protégé Leonard Bernstein qui codirigeait avec lui cette saison-là. Après une tournée en Amérique latine avec Bernstein en 1958, il ne dirigera plus cet orchestre qu'en tant que chef invité. Par exemple, le 2 janvier 1960 à Carnegie Hall, lors d'un festival consacré à Mahler, une Cinquième Symphonie, qui a été enregistrée. Il poursuit néanmoins son travail au Metropolitan Opera.

Mitropoulos ne s'est jamais marié ; il était « connu comme homosexuel » et « n'éprouvait pas la nécessité d'un mariage cosmétique ». Il aurait eu une relation avec Leonard Bernstein selon Norman Lebrecht ; Leonard Burkat, un ami d'enfance de Bernstein, va dans ce sens et Kiki Speyer Fouré, qui s'est presque fiancée à Bernstein, en était persuadée ; David Diamond, un ami intime de Mitropoulos, était certain du contraire. Discutant avec Maxim Gershunoff (futur agent musical), Mitropoulos a déploré : 

« Quel dommage que je sois condamné pour de la luxure. Je n'ai pas le temps de me le permettre ! »

,.

### Fin de vie

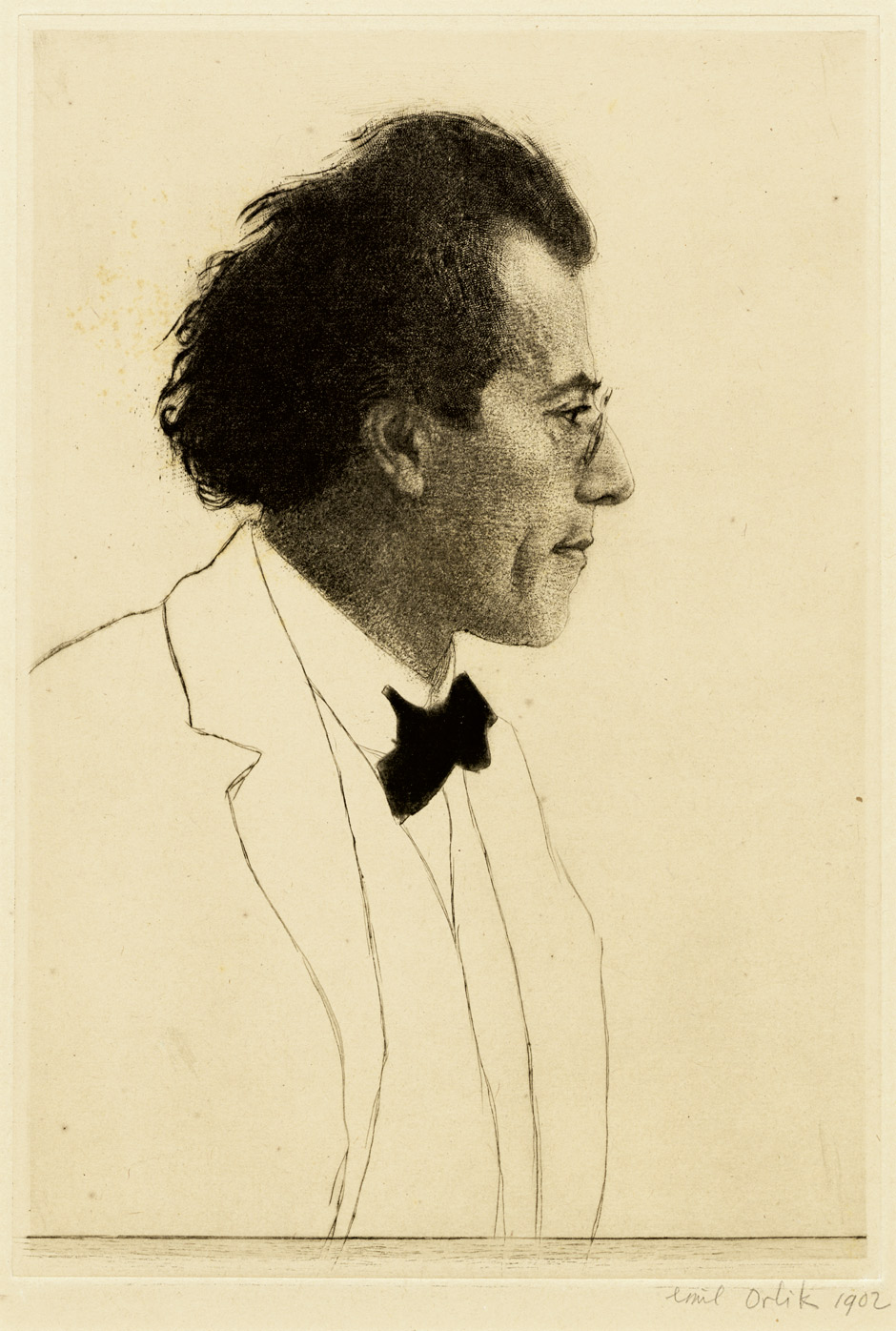
Gustav Mahler en 1902.

Ayant déjà souffert de deux attaques au cœur en décembre 1952 et janvier 1959 suivies de longues hospitalisations qui l’empêchent de diriger la moitié de la saison, les médecins lui conseillent d'abandonner la direction, ce que Mitropoulos ne pouvait envisager. Il accepte toutefois de diriger avec une baguette pour économiser ses forces. Il déclare cependant que « la baguette peut réaliser l'ensemble, mais elle ne peut pas être aussi expressive que les mains et le corps », ou bien « diriger avec une baguette c'est un peu comme jouer du piano avec des gants,. » Après sa convalescence, il reprend sa carrière internationale au même rythme.
Une troisième crise cardiaque l'emporte le 2 novembre 1960. Âgé de 64 ans, le mæstro s'effondre lors de la première répétition de la troisième symphonie de Mahler à La Scala de Milan. Sa dépouille, transportée en Suisse est incinérée, conformément à ses vœux, et ses cendres sont rapatriées au cimetière d'Athènes. Un hommage donné par l'Orchestre d'État d'Athènes en novembre 1960, comportait la marche funèbre de la Troisième de Beethoven, jouée sans chef.
On peut trouver un enregistrement de la Troisième symphonie de Mahler donnée par Mitropoulos avec l'Orchestre Symphonique de la Radio de Cologne, le 31 octobre 1960, deux jours avant sa mort. Seul enregistrement complet de l'œuvre : l'enregistrement de 1956 à New York, est amputé en raison des limites de temps accordé par la radio américaine. Au cours de ce concert Mitropoulos fut déjà victime d'un malaise cardiaque dont le public ne vit rien. À l'interruption à la fin du premier mouvement de la Symphonie, le médecin le pressa de mettre fin au concert. Il concéda seulement de s'asseoir sur une chaise haute le reste de la soirée. L'orchestre de Cologne lui portait un attachement profond et de nombreux témoignages évoquent son humanité et sa générosité, par exemple quand il offrit un piccolo au flûtiste.
Son dernier enregistrement officiel est La forza del destino de Verdi avec Giuseppe Di Stefano, Antonietta Stella et Ettore Bastianini à Vienne.
Bien vite, Mitropoulos fut virtuellement oublié aux États-Unis. Quelques années après sa disparition, le livre d'un critique américain consacré aux grands chefs d'orchestre, lui consacrait deux paragraphes. Lors du 150e anniversaire de l'orchestre Philharmonique de New York en 1992, la presse citait le nom de Mitropoulos uniquement – et rarement – en tant que mentor de Bernstein. En 1996, le centenaire de sa naissance fut totalement oublié. En Europe en revanche, la parution régulière de disques a entretenu sa mémoire, à l'instar d'autres chefs de la même période.

## Technique
Quand il était adolescent, Dimitri fait pèlerinages et retraites au Mont Athos avec les moines et parle avec eux intensément de sujets spirituels. Une partie de sa future conception de la vie est marquée de ces expériences d'isolement. Choisissant la carrière musicale, Mitropoulos ne renonce cependant pas à la conception sacrificielle de la vie de l'homme vouée à l'Église. Sa vision personnelle de Dieu transparaît dans sa relation avec le monde extérieur, sa direction et sa vie matérielle quasi monastique. Il considérait son activité musicale et chaque concert comme un acte porté par une nécessité spirituelle, comme un rite, un sacre.
Le compositeur et critique Virgil Thomson le décrivait comme un chef « hypersensible, démesuré, brutal, très intelligent, peu confiant et totalement sans compromis... Son excitation était à la limite de l'hystérie et il modelait passionnément et nerveusement la musique, ». Les journalistes qualifiaient sa direction « d'étrange » ou de « non-orthodoxe » et ajoutaient que c'était un « individu inquiétant ». Il expliquait lui-même qu'« il est plus facile pour le public de comprendre la signification de la musique si le chef est un peu un acteur. »
Dimitri Mitropoulos était donc un chef charismatique et se donnait à la musique et à son travail entièrement. Son style de direction était à la mesure de son engagement total, physique et plein de mouvements intenses. Il conduisait de tout son corps, de la tête aux pieds, spontanément, comme un miroir de la partition. Toute la dynamique interne des informations données par la partition prenait entièrement et irrésistiblement possession de lui, chaque geste étant une analogie du texte, auquel l'orchestre donnait vie.
De multiples témoignages d'auditeurs rapportent sa gestuelle particulière :

« Mitropoulos sur l'estrade semblait donner une autre dimension à la musique, une transcendance au-delà d'elle-même. Dès la première mesure, il battait l'air à mains nues, déclenchant un répertoire bizarre de gestes frénétiques, froncements de sourcils et grimaces qui traduisaient toutes les émotions, de la terreur à l'extase. Son corps frémissait et ses poings s'agitaient ; c'était comme un homme sous l'emprise d'un forme particulière de paralysie ; comme si la musique était un courant électrique passant au travers de son corps, le secouant et le faisant vibrer. L'impression était celle d'un chef tirant le son de quatre-vingt dix instruments par une contrainte presque physique, attaché par des liens invisibles à chacun des musiciens face à lui,. »

— John K. Sherman (1952)
Charismatique, mais sans l'autorité de bien des chefs de l'époque (Toscanini ou Rodzinski). C'est d'ailleurs une des raisons qu'il donne de l'absence de bâton, comme disent les anglo-saxons pour désigner la baguette. Mitropoulos était très proche des musiciens et voulait un travail partagé, n'être qu'une aide dans le processus de création musicale.

### La mémoire
Mitropoulos dirigeait sans partition. Lorsqu'on l'interrogeait sur ce point, il faisait la réponse suivante : « Vous n'attendez pas qu'un acteur sur scène joue Hamlet avec son script à la main, », ou plus ironique encore : 

« Je n'utilise jamais de partition quand je dirige mon orchestre. Est-ce qu'un dompteur de lions entre dans la cage tenant un livre sur l'art d'apprivoiser les lions ? »

Bien qu'il ne soit pas le seul à en disposer, Dimitri Mitropoulos était connu pour sa mémoire photographique (Toscanini avait ce don), ce qui lui a permis de diriger la quasi-totalité de son répertoire par cœur et ce même en répétitions. Ainsi, pour une œuvre nouvelle, à défaut de conducteur d'orchestre, il était capable de visualiser intérieurement la partition (musique) en étalant au sol la totalité des parties séparées d'orchestre pour les mémoriser. Certains musiciens de l'orchestre racontent aussi ses pratiques : 

« Il n'a jamais de partition aux répétitions, ni de partition sur son pupitre. Pourtant, il pouvait compter les mesures. Il était capable de s'arrêter et de dire : "Seconde flûte, quatre mesures avant la lettre A"… »

Mais Mitropoulos lui-même conteste cette définition de « photographique » et explique les mécanismes de son assimilation étonnante : 

« Mon subconscient travaille sur les partitions pendant que je dors. Ce n'est pas photographique. Mon secret avec les partitions, c'est juste de se donner une concentration absolue. Je prends autant de temps que je veux, je prends une année si je veux. De temps et de moi, il n'y a pas de fin. Si bien que j'arrive à assimiler, sans me forcer. C'est ainsi que les choses se font. Dès que je reçois une partition, je la mets en morceaux, comme un enfant une horloge. Ensuite je remets les pièces ensemble, et mon cher, je sais alors comment la partition est faite. Tout ne se tient pas toujours la première fois, ni même la deuxième. J'ai peut-être laissé les mesures 155 et 223. Ils sont les rouages de l'horloge et je dois trouver l'endroit où ils vont. Et en répétition je serre chaque vis, comme un mécanicien. »

— Dimitri Mitropoulos

### Répertoire et créations
Dimitri Mitropoulos est un chef qui a surtout excellé dans le champ du dernier romantisme et la musique du XXe siècle. Il a défendu précocement les symphonies de Gustav Mahler, notamment par le disque (la première de Minneapolis), mais aussi la sixième qu'il a donné en création à New York en décembre 1947, ainsi que les premier et troisième mouvements de la dixième. Pour son travail de promotion de la musique du compositeur, il a reçu la Médaille d'Honneur Mahler américaine en 1950.
À New York, Mitropoulos a créé près de cinquante œuvres contemporaines. On peut citer les créations américaines de la Dixième Symphonie (1954) et du premier Concerto pour violon (1956) de Chostakovitch (avec Oistrakh), d'œuvres de Malipiero et Roussel ; et les premières mondiales de Vanessa de Barber (15 janvier 1958), la Quatrième Symphonie (1947) et Concertos pour piano d'Ernst Křenek avant d'en réaliser un enregistrement. Il a également défendu les contemporains américains tels Eliott Carter Roger Sessions, Peter Mennin, Stefan Wolpe, Morton Gould ou Philip Bezanson.

#### Créations d'œuvres par Mitropoulos
1. 1936, Albert Roussel : Concerto pour piano opus 36 - 13 mars 1936 À Monte Carlo
2. 1936, Malipiero : Premier Concerto pour piano - 25 avril 1936 À Naples. Mitropoulos étant chef et soliste.
3. John Verrall
4. Heitor Villa-Lobos : Bachianas brasileiras no 1
5. 1938, Bloch : Concert pour violon - 15 décembre 1938 À Cleveland avec Joseph Szigeti
6. 1942, Krenek : I Wonder as I Wander, variations - 10 décembre 1942 Avec le New York Philharmonic
7. 1946, Malipiero : Troisième Concerto - 22 novembre 1946 À Minneapolis. Mitropoulos étant chef et soliste.
8. 1947, Gustav Mahler : Symphonie no 6 - 11 décembre 1947. Création américaine
9. 1950, Session : Symphonie no 2 - 12 janvier 1950. Enregistrée le 16 janvier suivant en studio.
10. 1951, Malipiero : Quatrième Concerto pour piano - 29 mars 1951 Mitropoulos étant chef et soliste.
11. 1951, Roy Elihu Travis : Symphonic Allegro - 1er décembre 1951
12. 1953, Malipeiro : Vivaldiana - 22 octobre 1953 Création américaine
13. 1953, Philip Bezanson : Concerto pour piano - 12 novembre 1953 Première mondiale
14. 1953, Blacher : Ornaments - 15 novembre 1953 création américaine
15. 1954, Dmitri Chostakovitch : Symphonie no 10 Création américaine
16. 1954, Richard Mohaupt : Concerto pour violon - 29 avril 1954 Avec Michael Rabin.
17. 1954, Roy Harris : Symphonic Epigram - 14 novembre 1954
18. 1955, Peter Mennin : Symphonie 6 - 17 février 1955
19. 1956, Dmitri Chostakovich : Concerto pour violon no 1 Création américaine
20. 1956, Leon Kirchner : Concerto pour piano no 1 - 16 février 1956 Enregistré en studio le lendemain
21. 1956, Ralph Shapey : Rituals, pour grand orchestre (février 1956). Commande de Dimitri Mitropoulos. Pendant les répétitions, le chef dit au compositeur présent dans la salle : « Pourquoi devez-vous écrire si compliqué ? C'est tellement inutile ! »
22. 1957, Morton Gould : Jekyll and Hyde Variations - février 1957. Commande de Mitropoulos
23. 1957, Kubik : Symphonie 3 - 28 février 1957
24. 1957, Schuller : Dramatic Ouverture - 7 mars 1957Création américaine. Schuller était corniste au Metropolitan de 1949 à 1959.
25. 1957, Elliott Carter : Holiday Overture (avril 1957)
26. 1958, Samuel Barber : Vanessa, Opéra - 15 janvier 1958 au Metropolitan Opera
27. 1958, George Sicilianos : Symphonie no 1 - 1er mars 1958 - enregistrée)
28. 1960, Schuller : Spectra - 16 janvier 1960 - enregistrée. L'œuvre est dédiée à Mitropoulos. Avant-dernier concert de la saison avant sa mort, avec la 10e de Mahler.

### Répertoire lyrique
Dimitri Mitropoulos était aussi un homme habité par « le démon du théâtre », il a dirigé de nombreux opéras, d'abord en Italie, puis au Metropolitan Opera de New York de 1954 à sa mort, en 1960. Ses interprétations des opéras de Giacomo Puccini, Giuseppe Verdi et Richard Strauss restent dans les mémoires. Son enregistrement, en concert le 12 avril 1951, consacré au Wozzeck d'Alban Berg avec Friedrich Jagel, David Lloyd et Edwina Eustis, le premier de l'œuvre, est considéré comme une référence.
Le disque nous a également légué une interprétation du Don Giovanni de Mozart qui constitue aussi une référence (Salzbourg, 1956, l'année du bicentenaire de Mozart).

## Concours Mitropoulos

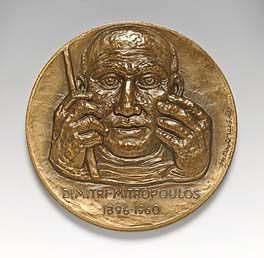
Médaille du concours international de direction d'orchestre (bronze de William Zorach, 1963 – Smithsonian Museum).

Un concours Mitropoulos a été créé à New York dans les années 1960. D’abord consacré au piano en 1961, remporté par Agustin Anievas, il est devenu un concours de direction d’orchestre en 1963. De jeunes chefs de plusieurs pays y ont gagné un premier prix et la médaille d'or, tels Seiji Ozawa, Claudio Abbado, Pedro Ignacio Calderón et Zdeněk Košler en 1963, James DePreist, Jacques Houtmann et Edo de Waart en 1964, Alain Lombard en 1966, Boris Brott et Gaetano Delogu en 1968, Philippe Bender en 1970 et Jacques Delacôte en 1971 ; puis le belge François Huybrechts.
Ce concours s'est ensuite tenu à Athènes (Dimitri Mitropoulos International Competition), couronnant de jeunes chefs mais aussi des compositeurs.

## Compositeur
Mitropoulos a écrit 48 pièces, notablement influencées par son maître Busoni et la Seconde école de Vienne. Œuvres pour piano, avec ou sans accompagnement orchestral, œuvres symphoniques, œuvres vocales et un opéra de jeunesse, Sœur Bérénice (sur un livret de Maurice Maeterlinck). À l'exception des musiques de scènes, fruits de commandes, Mitropoulos arrête de composer après 1930, se consacrant uniquement à la direction. Cependant, parmi les 48 numéros de son catalogue, il a réalisé ensuite quelques transcriptions d'œuvres de Bach de Beethoven (Grande fugue, enregistrée plus tard par Bernstein), de Franck et de Grieg. Ainsi que des arrangements d'opus contemporains de Prokofiev ou d'Howard Swanson enregistrés en 1950.

### Piano
- Rêveries au Bord de la Mer (1912–1915)
- Un poème triste (A la chère Madame Sampieri Marsick 1912)
- Trois pièces pour piano
  - Béatrice, en mi majeur (1915)
  - Scherzo – étincelles de joie ! en fa mineur (1916)
  - Fête Crétoise [Κρητική Γιορτή] (1919)
  - Orchestrée par son ami Skalkottas en 1924 et créée dans sa version orchestre à Athènes en 1926 par Mitropoulos.
- Eine Griechische Sonate [Sonate Grecque] (1920)

La sonate grecque est une grande œuvre ambitieuse de plus de quarante minutes, composée pendant ses études à Bruxelles. Elle fut présentée à Busoni qui la critiqua très négativement pour son esthétique post-romantique. Ce fut un choc difficile pour le jeune homme, qui arrêta de composer pendant quatre ans.
1. I. Allegretto non troppo (ma con passionne)
2. II. Allegretto
3. III. Lento
4. IV. Maestoso - Allegro non troppo

- Passacaglia, Preludio e Fuga (Berlin, et achevé à Athènes le 26 juin 1924)
- Klavierstück I (1925)
- 4 Danses de Cythère (1926)

### Musique de chambre
- Un morceau de concert pour violon et piano (1913)
- Danse du faune pour quatuor à cordes (1915)
- Ostinata in tre parti, pour violon et piano (1925–1926) Création 5 juin 1927

### Orchestre
- Burial [Ταφή] (1915)
- Concerto Grosso (1928)

### Musique de scène
- Electra (1936)
- Hyppolytus (1937)

### Vocale
- Sœur Béatrice, Miracle en trois actes sur un livret de Maurice Maeterlinck. Opéra représenté à Athènes en 1919[99]
- L'Alouette et ses petits, avec le maître d'un champ, pour voix et piano (1920, pub. 1928 Paris chez M. Senart) Sur une fable de La Fontaine (Livre IV).
- Vénus céleste [Αφροδίτη Ουράνια] pour voix et piano (1925) Sur une poésie Angelos Sikelianos.
- 14 Inventions pour soprano et piano (1925–26, 10 publiées en 1927)

Composés sur des sur des textes de Constantin Cavafy. Le titre évoque immédiatement les Inventions à deux et trois voix de Bach. Mitropoulos reprend en outre les formes baroques du Canon, Passacaille et fugue. Il présente lui-même son œuvre ainsi : « Chacun des poèmes a pour base une structure formelle différente, dans laquelle la voix, dit le texte, mais fait également partie de la structure. Ce n'est ni du chant, ni une stricte récitation avec l'accompagnement. Il ne faut pas chanter ou simplement réciter, mais plutôt quelque chose entre les deux. Peut être une forme stylisée de récitation avec des rythmes qui correspondent à la prosodie du texte. [...] Toutefois, les autres aspects probablement indéfinissables, mais importantes du poèmes sont ce qui, j'imagine, donne l'occasion de prendre vie a des structures techniques et musicales. Plus brièvement : 10 formules mathématiques artistiques avec des sons et des mots. Dimitri Mitropoulos, Tragoudia tou Cavary Melopoiemena apo ton Mitropoulo, Nea Estia, vol. 12 (15 novembre 1932). »
1. I. Preludio a 4 Voci [Ἡδονῆ / Plaisir sensuel] (écriture du poème, 1913)
2. II. Canon a 3 Voci [Γία νά  ̓ρθουν / Évoquer les ombres] (c.1920)
3. III. Prologo – Fughetta – Epilogo a 4 Voci [Μιὰ νύχτα / Une nuit] (1907)
4. IV. Prologo – Fughetta – Epilogo a 4 Voci [Ἡ ἀρχή των / Leur début] (1915)
5. V. Canon a 2 Voci [Νὰ μείνει / Immobile] (1918)
6. VI. Canon [Ἐν ἀπογνώσει / En désespoir] (1923)
7. VII. Passacaglia a 3 Voci [Γκρίζα / Grisaille] (1917)
8. VIII. Passacaglia a 2 Voci [Μέρες τοῦ 1903 / Jours de 1903] (1919)
9. IX. Canon a 2 Voci [Τὸ διπλανὸ τραπέζι / Le tableau d'à côté] (1918)
10. X. Canon a 2 Voci [Μακρυὰ / Jadis] (1914)
11. XI. Preludio (Scherzino) a 1 Voce [Ἐν τῆ ὡδῶ / Dans la rue)] (1916)
12. XII. Fuga 4 Voci [Ὁ ἥλιος τοῦ ἀπογεύματος / Le soleil d'après-midi] (1918)
13. XIII. Pedale a 3 Voci [Ἔτσι πολὺ ἀτένισα / J'ai beaucoup regardé] (1911)
14. XIV. Coda (Finale) a 2 Voci [Ἐπῆγα / Je suis allé] (1905)

- Mélodies Grecques (pub. 1960 Universal)

### Transcriptions
- Bach, Fantasia & Fugue en sol mineur, Bwv 542
- Beethoven, Quatuor à cordes, opus 131
- Franck,
- Grieg,
- Prokofiev,
  - Quintette, opus 39
  - Ouverture sur des thèmes juifs, opus 34
- Howard Swanson (1907–1978), Night Music

## Discographie de référence
Mitropoulos, comparativement à la plupart de ses collègues chefs d'orchestre de son époque (Ormandy, Stokowski, Monteux, Walter…) a peu enregistré en studio. C'est donc souvent par les enregistrements en concert que l'on trouve telle ou telle œuvre.
Le legs de Mitropoulos au disque est grossièrement divisé en trois. Il a enregistré avec l'Orchestre de Minneapolis à l'époque 78 tours pour Columbia (1), et lorsqu'il était à New York (2). L'essentiel ayant été republié par Sony et divers éditeurs dès que les enregistrements tombaient dans le domaine public. Et en outre, on trouve une grande quantité de bandes radios de concerts (3) publiées par le label Orfeo pour Vienne ou Salzbourg, et d'autres à Cologne, Amsterdam et avec le Philharmonique de New York et le Metropolitan Opera. Voici une large sélection, avec des dates précises, selon un découpage de formes : symphonies, concertos et opéras.

### Symphonique
- Berlioz
  - Le Roi Lear, opus 4, ouverture, NBC Symphony Orchestra (30/12/1945)
  - Symphonie fantastique, opus 14, Benvenuto Cellini, opus 23, Rob Roy, opus..., ouvertures - New York (27 février 1957)
  - Roméo et Juliette, Symphonie dramatique, opus 17 (extraits) - New York (27 octobre 1952)
  - Roméo et Juliette, Symphonie dramatique, opus 17 (intégrale) - New York (1953)
  - Requiem, Nicolas Gedda, ténor, Hamburg Radio Chorus, Cologne, Radio Chorus, Cologne Radio Symphony Orchestra - Cologne 1956.
  - Requiem, Léopold Simoneau, ténor, Wienner Staatsopernker, Wienner Philarmoniker,Vienne 1956
- Chausson : Symphonie en si bémol majeur - Minneapolis (9 mars 1946)
- Saint-Saëns, poèmes symphoniques, Le Rouet d'Omphale op.31, La Jeunesse d'Hercule op. 50, Danse macabre op. 40, Phaéton op. 39, New York (1951)

- Columbia : Orchestre Symphonique Columbia
- Florence : Orchestre du Mai musical florentin
- NBC : Orchestre symphonique de la NBC
- New York : Philharmonique de New York
- Met : Metropolitan Opera
- Minneapolis : Orchestre Symphonique de Minneapolis
- Vienne : Philharmonique de Vienne
- Robin Hood Dell : Robin Hood Dell S. = Orchestre de Philadelphie

- Mahler
  - Symphonie no 1 « Titan » - Minneapolis (4 novembre 1940 - Sony)
  - Symphonie no 5 - New York (2 janvier 1960)
  - Symphonie no 6 « Tragique » - New York (10 avril 1955)
  - Symphonie no 6 « Tragique » - Cologne (31 aout 1959)
  - Symphonie no 8 « Des Mille » - Vienne (28 août 1960)
  - Symphonie no 9 - New York (23 janvier 1960)
  - Symphonie no 9 - Vienne (2 octobre 1960)
- Prokofiev : Roméo et Juliette (Suites) - New York ()
- Rachmaninoff : L'Île des morts - Minneapolis (2 mars 1945)
- Vaughan Williams
  - Fantaisie sur un thème de Thomas Tallis - New York (3 mars 1958)
  - Symphonie no 4 - New York (5 avril 1953)

### L'accompagnateur
- Beethoven : Concerto pour piano no 5 - Robert Casadesus, New York (1955)
- Berg : Concerto pour violon - NBC (1945)
- Berlioz : Les Nuits d'été - Eleanor Steber, soprano, Columbia (21 janvier 1954)
- Brahms : Concerto pour violon - Zino Francescatti, violon, Vienne (24 août 1958)
- Bruch : Concerto pour violon - Zino Francescatti, violon, New York (2 février 1952)
- Prokofiev : Concerto pour piano no 3 - Robin Hood Dell (26 juillet 1946)
- Tchaïkovski : Concerto pour violon - Zino Francescatti, violon, New York (1954)
- Lalo : Symphonie Espagnole - Zino Francescatti, violon, New York (1960)
- Saint-Saëns : Concerto pour violon N° 3 - Ziino Francescatti, violon, New York (195..)
- Saint-Saëns : Concert pour piano N° 2 - Athur Rubinstein, piano, New York (19/04/1953)
- Franck : Variations symphoniques - Athur Rubinstein, piano, New York (19/04/1953)

### Opéra
- Berg : Wozzeck - Mack Harrell, Eileen Farrell, Frederick Jagel, Joseph Mordino, David Lloyd, New York (1951)
- Bizet : Carmen - Risë Stevens, Mario del Monaco, The Metropolitan Opéra Orchestra and Chorus (195?)
- Mozart : Don Giovanni - Cesare Siepi, Léopold Simoneau, Fernando Corena, Elisabeth Grümmer, Lisa Della Casa, Rita Streich, Gottlob Frick, Walter Berry, Vienne (1956)
- Puccini : La Fanciulla del West - Eleanor Steber, Mario Del Monaco, Florence (1954)
- Strauss
  - Elektra - Astrid Varnay, Elena Nicolaidi, Irene Jessner, Herbert Janssen, Frederick Jagel, New York (1949)
  - Elektra - Inge Borkh, Lisa Della Casa, Max Lorenz, Jean Madeira, Kurt Böhme, Vienne (1957)
  - Salome - Christel Goltz, Ramón Vinay, Blanche Thebom, Paul Schöffler - Met (1955)
  - Salome - Inge Borkh, Ramón Vinay, Blanche Thebom - Met (1958)
- Verdi
  - Ernani - Mario Del Monaco, Zinka Milanov, Leonard Warren, Cesare Siepi, Met (1956)
  - La Forza Del Destino - Mario Del Monaco, Renata Tebaldi, Aldo Protti, Florence (1953)

## Discographie des œuvres de Mitropoulos
- Leonard Bernstein a enregistré la version pour orchestre du Quatuor, opus 131 pour DG.
- Le pianiste Can Çakmur (ja), a enregistré , Passacaglia, Intermezzo e Fuga, pour le label BIS (2021).

### Filmographie
- Naked Hands, documentaire de Giorgos Skevas, avec Lefteris Voyiatzis, 2013 On peut traduire le titre par À mains nues, allusion à sa direction sans baguette.Présentation sur sgt.gr.

#### Articles
- (en) Yannis Belonis, Dimitri Mitropoulos, Lonesome passage to modern music, Muzikologija 2008, p. 45–54
- (en) Diane Touliatos-Miles, The Cavafy – Mitropoulos Connection: Poetry Set to Music, 8 p.

#### Article
- (en) LIFE, 18 février 1946, article de Winthrop Sargaent, p. 57-64